# Rakousko na Zimních olympijských hrách 2014
Rakousko na Zimních olympijských hrách 2014 reprezentuje 130 sportovců ve 14 sportech, kteří se účastní her ve dnech 7. – 23. února 2014.

## Medailisté
| Medaile | Jméno                                                                    | Sport              | Disciplína                   | Datum     |
| ------- | ------------------------------------------------------------------------ | ------------------ | ---------------------------- | --------- |
| Zlato   | Matthias Mayer                                                           | Alpské lyžování    | Muži sjezd                   | 9. února  |
| Zlato   | Anna Veithová                                                            | Alpské lyžování    | Ženy Super G                 | 15. února |
| Zlato   | Julia Dujmovitsová                                                       | Snowboarding       | Ženy paralelní slalom        | 22. února |
| Zlato   | Mario Matt                                                               | Alpské lyžování    | Muži slalom                  | 22. února |
| Stříbro | Dominik Landertinger                                                     | Biatlon            | Muži sprint                  | 8. února  |
| Stříbro | Nicole Hospová                                                           | Alpské lyžování    | Ženy kombinace               | 10. února |
| Stříbro | Daniela Iraschková-Stolzová                                              | Skoky na lyžích    | Ženy střední můstek          | 11. února |
| Stříbro | Andreas Linger Wolfgang Linger                                           | Saně               | Muži - dvojice               | 12. února |
| Stříbro | Anna Veithová                                                            | Alpské lyžování    | Ženy obří slalom             | 18. února |
| Stříbro | Michael Hayböck Thomas Morgenstern Thomas Diethart Gregor Schlierenzauer | Skoky na lyžích    | Družstvo mužú (velký můstek) | 17. února |
| Stříbro | Marlies Schildová                                                        | Alpské lyžování    | Ženy slalom                  | 21. února |
| Stříbro | Marcel Hirscher                                                          | Alpské lyžování    | Muži slalom                  | 22. února |
| Bronz   | Nicole Hospová                                                           | Alpské lyžování    | Ženy Super G                 | 15. února |
| Bronz   | Christoph Bieler Bernhard Gruber Lukas Klapfer Mario Stecher             | Severská kombinace | Muži (družstvo)              | 20. února |
| Bronz   | Kathrin Zettelová                                                        | Alpské lyžování    | Ženy slalom                  | 21. února |
| Bronz   | Benjamin Karl                                                            | Snowboarding       | Muži paralelní slalom        | 22. února |
| Bronz   | Christoph Sumann Daniel Mesotitsch Simon Eder Dominik Landertinger       | Biatlon            | Muži štafeta                 | 22. února |